# Carlos Figueroa Lorente
Carlos Figueroa Lorente (Sevilla, 27 de mayo de 1956), jugador y entrenador de hockey sobre patines. Pese a su dilatada carrera como jugador, ha sido como entrenador cuando ha conseguido mayor prestigio. Es el técnico con más títulos de España y Europa, y en su momento estuvo considerado como el mejor entrenador del mundo.
Ha desarrollado toda su carrera como entrenador en Cataluña, primero en el Igualada Hoquei Club, entre 1990 y 1995, donde ganó 3 Copas de Europa y 3 Ligas españolas. Posteriormente en la sección de hockey sobre patines del FC Barcelona, al que entrenó hasta el año 2005. Convirtió al FC Barcelona en el mejor club del mundo de hockey sobre patines, consiguiendo un total de 31 títulos en 10 años, entre los que destacan 6 Copas de Europa y 9 Ligas españolas. El 15 de mayo de 2005 conquistó su último título oficial como entrenador del FC Barcelona, la Copa de Europa al derrotar al FC Porto por 3 a 2 en la final en Reus. El 30 de junio de 2005 abandonó la entidad barcelonista a causa de la falta de acuerdo con la junta directiva presidida por Joan Laporta. 
En la temporada 2008-2009 fue entrenador del Reus Deportiu, donde conquistó una Copa de Europa, una Copa Continental, y un Mundial de clubes, celebrado en la misma ciudad de Reus. Al finalizar la temporada abandonó el Reus Deportiu debido a las dificultades económicas del club. El año 2009 se incorporó al Club Patí Vilanova, en tareas de dirección técnica y de entrenador de la sección femenina. Para la temporada 2011-2012 el Rey de Copas vuelve a la máxima categoría para dirigir al Club Patí Vic.
En la temporada 2021-2022, sale de su retiro deportivo , para dirigir al equipo de OK Liga Plata Femenina con sede en Bembibre, con el que consigue el segundo puesto, logrando el ascenso a división de honor OK Liga Femenina, que no se hace efectiva por problemas económicos y de patrocinio.
La temporada siguiente dirige al equipo Bembibre hockey club formado de la escisión del club anterior, tras recibir una plaza nueva de la Federación de Castilla y León, ya que su plaza se la quedó el C.P. Mataró. Con este equipo queda campeón en la temporada 2022-2023 consiguiendo el ascenso a OK Liga Femenina.

## Historial como jugador
- Pilaristas de Madrid: 1966-1973
- Alcobendas: 1973-1979
- Sardañola del Vallés: 1979-1981
- Mollet del Vallès: 1981-1983
- Tordera: 1983-1984
- HC Liceo: 1984-1989
- Dominicos: 1989-1990.

## Historial como entrenador
- Igualada Hoquei Club: 1990-1995.
- FC Barcelona: 1995-2005.
- CP Sitges: 2007-2008
- Reus Deportiu:2008-2009
- Club Patí Vilanova (sección femenina): 2009-
- Club Patí Vic 2011
- Club Deportivo Toni Sariol 2021-2022
- Bembibre hockey club 2022-actualidad

## Palmarés como entrenador
- Títulos internacionales:
  - 1 Copa Intercontinental (con el FC Barcelona).
  - 7 Supercopas de Europa (2 con el Igualada, 5 con el FC Barcelona).
  - 1 Copa Continental (Reus Deportiu).
  - 10 Copas de Europa (3 con el Igualada, 6 con el FC Barcelona, 1 con el Reus Deportiu).
  - 3 Copa Ibérica (con el FC Barcelona).
  - 1 Copa de las Naciones (con el FC Barcelona).
  - 1 Mundial de clubes (Reus Deportiu)
- Títulos nacionales:
  - 12 Ligas españolas (3 con el Igualada, 9 con el FC Barcelona).
  - 6 Ligas catalanas (3 con el Igualada, 3 con el FC Barcelona).
  - 6 Copas del Rey (2 con el Igualada, 4 con el FC Barcelona).
  - 1 Supercopa de España (con el Igualada).
  - 1 Liga 1.ª División Nacional.(C.P. Sitges)
  - 1 Liga OK Plata Femenina (Bembibre Hockey Club)